# The Old Den
The Old Den (känd under brukstiden som The Den) var den femte fotbollsarenan som användes av Millwall FC i Cold Blow Lane, New Cross, London sedan klubbens bildande i Millwall på Isle of Dogs 1885. Klubben flyttade sedan till The New Den (nu endast kallad The Den) i maj 1993. Arenan öppnade 1910 och var Millwalls hem i 83 år. Den högsta publiksiffran under en match var 48 672 åskådare (mot Derby County 1937). 
Millwall spelade totalt 1788 matcher på The Den i samtliga ligor, vann 976 matcher, förlorade 360 och spelade 452 oavgjorda.